# Verwaltungsgemeinschaft Oberding
Die Verwaltungsgemeinschaft Oberding liegt im oberbayerischen Landkreis Erding und wird von folgenden Gemeinden gebildet:
1. Eitting, 3082 Einwohner, 35,63 km²
2. Oberding, 6792 Einwohner, 64,72 km²

Sitz der Verwaltungsgemeinschaft ist Oberding.